# Krkonošská sedmdesátka
Krkonošská sedmdesátka je závod družstev v běhu na lyžích na 70 km, který pořádá TJ Lokomotiva Trutnov. V dřívějších letech závodila desetičlenná družstva klasickou technikou na trati vedoucí po hlavním hřebeni Krkonoš. V současné době závodí pouze pětičlenná družstva, jezdí se volnou technikou a trať vede mezi Špindlerovým Mlýnem a Janskými Lázněmi v okolí vrcholů Stoh, Liščí hora, Černá hora. Hlavním důvodem opakované změny trati (a zrušení letní varianty závodu na horských kolech) je ochrana přírody.
Kromě hlavního závodu (muži 70 km) existují také další kategorie (ženy 50 km, muži 50 km, ženy 23 km, veteráni 23 km), které se jedou ve stejný den.
Závod je méně populární než známá Jizerská 50. Hlavní rozdíly mezi těmito závody jsou:
- Krkonošská 70 se jede v družstvech, Jizerská 50 jednotlivě.
- Trať Krkonošské 70 je náročnější (větší kopce, delší trať).
- Jizerská 50 se jede klasicky, Krkonošská 70 volně.
- Krkonošské 70 se účastní méně závodníků, výjimečně někdo ze zahraničí.